# Michal Křemen
Michal Křemen (Mariánské Lázně, 29 luglio 1981) è un ex cestista ceco.
Alto 200 cm, gioca come ala piccola.

## Carriera
Con la Rep. Ceca ha disputato i Campionati europei del 2007.

## Palmarès
- Campionato ceco: 5

ČEZ Nymburk: 2007-08, 2008-09, 2009-10, 2010-11, 2011-12
- Coppa della Repubblica Ceca: 6

ČEZ Nymburk: 2007, 2008, 2009, 2010, 2011, 2012